# 민지영
민지영(1978년 5월 26일 ~ )은 대한민국의 배우이다.

## 학력
- 단국대학교 연극영화학과 학사

## 생애
1997년 연극배우 첫 데뷔하였고 3년 후 2000년 《하늘사랑》의 단역으로 영화배우 데뷔하였으며 이어 같은 해 2000년 SBS 9기 공채 탤런트 정식 데뷔하였다.

## 경력
- 2000년 : SBS 9기 공채 탤런트
- 2002년 : 뷰티라이프 표지모델

## 출연작

### 드라마
- 2000년 SBS 일일시트콤 《순풍산부인과》
- 2000년 SBS 주간시트콤 《LA아리랑》 ... 목소리 출연
- 2000년 SBS 청춘시트콤 《행진》
- 2000년 SBS 일요아침드라마 《달콤한 신부》
- 2000년 SBS 일요드라마 《카이스트》
- 2000년 SBS 특별기획드라마 《불꽃》
- 2000년 SBS 드라마스페셜 《팝콘》
- 2000년 SBS 월화드라마 《도둑의 딸》
- 2000년 SBS 아침연속극 《사랑과 이별》
- 2000년 SBS 일일드라마 《자꾸만 보고싶네》
- 2000년 SBS 청춘시트콤 《골뱅이》
- 2000년 SBS 아침연속극 《용서》
- 2000년 SBS 드라마스페셜 《여자만세》
- 2000년 SBS 월화드라마 《루키》
- 2000년 SBS 청춘시트콤 《행진》
- 2001년 SBS 일일시트콤 《웬만해선 그들을 막을 수 없다》 ... ep.14 (민정친구)
- 2001년 SBS 대하사극 《여인천하》
- 2001년 MBC 청춘시트콤 《뉴 논스톱》
- 2001년 KBS1 TV소설 《약속》 ... 오선생 역
- 2001년 SBS 시츄에이션드라마 《메디컬 센터》
- 2001년 SBS 드라마스페셜 《로펌》
- 2001년 SBS 오픈드라마 《남과 여》
- 2001년 KBS1 전원드라마 《대추나무 사랑 걸렸네》
- 2001년 SBS 추석특집드라마 《엄마를 찾습니다》
- 2002년 MBC 청춘시트콤 《뉴 논스톱》
- 2003년 EBS 1TV 《역사극장》
- 2003년 KBS2 《부부클리닉 사랑과 전쟁》
- 2004년 SBS 《발리에서 생긴 일》 ... 신입 직원 가르치는 강사 역
- 2004년~2005년 SBS 아침연속극 《선택》
- 2004년 MBC 단막극 《MBC 베스트극장 - 통근열차 러브》
- 2005년 SBS 아침연속극 《여왕의 조건》...카메오 역
- 2005년 KBS1 TV 소설 바람꽃 ...카메오 역
- 2006년 MBC 월화드라마 《주몽》 ... 기생녀 역 (특별출연)
- 2006년 SBS 월화드라마 《무적의 낙하산 요원》 ... 윤다림 역
- 2007년 SBS 드라마스페셜 《쩐의 전쟁 보너스 라운드》 ... 홍은주(꽃뱀) 역
- 2008년 SBS 아침연속극 《미워도 좋아》 ... 허영선 역
- 2008년 KBS2 납량특집 《전설의 고향 - 기방괴담》 ... 화란 역
- 2009년 SBS 드라마스페셜 《크리스마스에 눈이 올까요》 ... 미스 신 역
- 2010년 SBS 드라마스페셜 《산부인과》  ... 서혜영의 여동생 역
- 2011년 SBS 월화드라마 《뿌리깊은 나무》 ... 연두 모 역
- 2011년 KBS2 《부부클리닉 사랑과 전쟁 2》
- 2013년 JTBC 일일드라마 《더 이상은 못 참아》 ... 진애희 역
- 2014년 KBS2 일일드라마《뻐꾸기 둥지》... 카메오 역
- 2015년 네이버TV 웹드라마 《바람의 유혹》 ... 지영 역
- 2016년 MBC EVERY1 목요드라마 《웹툰히어로 툰드라쇼 시즌 2 - 꽃가족》 ... 인조희 역
- 2017년 SBS 시트콤 《초인가족 2017》 ... 민지영 역
- 2018년 JTBC 월화드라마 《으라차차 와이키키》
- 2019년 SBS 아침연속극 《강남 스캔들》 ... 방수경 역

### 예능
- 2013년 JTBC 특강 《게릴라 특강쇼 바운스》
- 2013년 KBS2 《세대공감 토요일》194회 - 2013년 10월 12일 토요일 크레용팝 초아(허민진), 웨이(허민선)와 함께 출연
- 2014년 K-STAR 토크쇼 《부부감별쇼 리얼리?》
- 2019년 ~ 현재 MBN 《속풀이쇼 동치미》 - 게스트
- 2020년 K-Star, IHQ 《가정경제 전담 수사본부》
- 2022년 MBN 《뜨겁게 안녕》
- 2022년 채널A 《오은영의 금쪽상담소》

### 영화
- 2000년 《하늘사랑》
- 2000년 《연인》
- 2004년 《범죄의 재구성》 ... 조경란 카페 종업원 역
- 2004년 《아는 여자》 ... DJ 4 역

### 연극
- 2011년 《패밀리 빼밀리》 ... 김세나 역

### 광고
- 피자헛
- 한국얀센 타이레놀

### 라디오 프로그램
- 2011년 ~ 2016년 MBC 표준FM : 최양락의 재미있는 라디오 - 사람과 전쟁 코너 출연
- 2015년 EBS FM 《EBS 책 읽는 라디오 낭독 시리즈》